# Lago delle Ghiarine
Il lago delle Ghiarine è uno specchio d'acqua artificiale che si trova nel comune di Ravenna, tra le frazioni di Fosso Ghiaia e Classe.
Il lago è la seconda porzione più estesa dell'antica Valle Standiana, una vasta zona umida drenata agli inizi del Novecento: è posizionata tra la rigogliosa Pineta di Classe a est, il torrente Bevano a sud, e a ovest il bacino della Standiana, dal quale è separata da un lembo di terra su cui sorge il parco divertimenti di Mirabilandia e passa la Strada statale 16 Adriatica; è ben visibile dalla ferrovia Rimini-Ravenna, che passa tra il lago e la pineta.
Il complesso è costituito da due specchi d'acqua di forma trapezoidale interconnessi con una zona più stretta a causa della presenza di un lembo di terra; vi è pure un istmo su cui sorge uno chalet. Il lago delle Ghiarine si differenzia profondamente dal vicino bacino della Standiana per via di un'acqua molto più dolce e limpida, sebbene si trovi più vicino al mare Adriatico, una profondità più elevata e una vegetazione più rigogliosa che cresce sulle sue sponde. Per queste caratteristiche, vi si praticano attività sportive di vario genere, come la pesca sportiva, il canottaggio, lo sci nautico e il nuoto.